# Juventus Football Club 2024-2025
Questa voce raccoglie le informazioni riguardanti la Juventus Football Club nelle competizioni ufficiali della stagione 2024-2025.

## Stagione

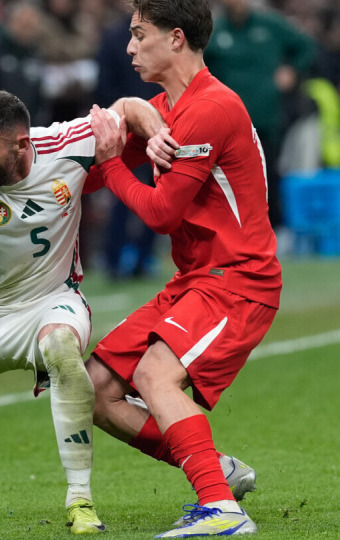
Kenan Yıldız, nuovo numero dieci juventino: alla prima stagione effettiva in prima squadra, il fantasista turco assurge a primatista di presenze (52) e raggiunge la doppia cifra sottorete (12).

Dopo il concitato epilogo del secondo ciclo Allegri, nell'estate 2024 la Juventus affida la panchina all'emergente Thiago Motta, reduce da positivi campionati con Spezia e Bologna: la scelta dell'italo-brasiliano tradisce l'intento, da parte della società, di operare una netta cesura sul piano del gioco rispetto a quanto visto allo Stadium nelle precedenti stagioni.
Ciò si riflette anche in sede di calciomercato, con un corposo repulisti della rosa. Nel corso del precampionato lasciano Torino vari punti fermi e senatori degli anni precedenti, tra cui Szczęsny, Alex Sandro, Rabiot e Chiesa, oltre a numerosi elementi delle seconde linee; a sostituirli arrivano, tra gli altri, l'estremo difensore Di Gregorio, la mezzala Douglas Luiz e il mediano Khéphren Thuram – quest'ultimo figlio dell'ex difensore bianconero Lilian. A stagione iniziata c'è l'ulteriore arrivo in rosa del difensore Kalulu, del centrocampista Koopmeiners oltreché degli esterni offensivi González e Conceição. Inoltre al giovane fantasista Yıldız, alla sua prima stagione effettiva in prima squadra, viene affidato un ruolo maggiore nelle dinamiche dell'undici piemontese, esemplificato nell'affidamento della maglia numero dieci.
Sul fronte immobiliare, sempre in estate viene inaugurato il SET - Scalo Eventi Torino, una location per eventi che rappresenta l'ultimo tassello del J-Village: il progetto della cittadella bianconera, iniziato nel 1994, arriva così a compimento dopo tre decenni.
Sul versante sportivo, pur a fronte di un avvio promettente, i bianconeri cadono rapidamente in una crisi di gioco e di risultati che coinvolge tutte le competizioni: dopo le prime convincenti vittorie sia in ambito nazionale sia europeo, infatti, la squadra di Motta inanella una lunga e costante serie di pareggi che la allontana dalla vetta in Serie A, e ne frena il rendimento nella fase campionato di UEFA Champions League. In questo periodo gli infortuni di alcuni giocatori chiave, quello del difensore Bremer su tutti, e le prestazioni opache di diversi altri, tra cui un Koopmeiners oltremodo deludente a fronte delle attese della vigilia, incapace di integrarsi nella realtà juventina, e di un Vlahović che persiste nel rebus tattico delle stagioni precedenti, non consentono ai torinesi di trovare continuità. Inversamente, si segnalano le buone prestazioni di Kalulu, che tampona fin qui efficacemente la defezione di Bremer, e di Conceição, assurto a rivelazione in questo avvio di stagione.
Nonostante tutto, il 2025 si apre con i bianconeri in piena corsa in Champions League e ancora imbattuti in campo nazionale. A minare le certezze juventine, però, arrivano in gennaio dapprima l'eliminazione dalla final four di Supercoppa italiana, a causa della sconfitta in semifinale contro il Milan, e poi la perdita dell'imbattibilità in campionato, nel big match sul terreno del Napoli. Ciò fa sì che in queste settimane emergano le prime critiche al lavoro di Motta, per il quale solo in parte valgono attenuanti quali una rosa dalla bassa età media – e quindi priva di una leadership adeguata – nonché afflitta dagli infortuni; all'italo-brasiliano viene invece imputato già dall'autunno un gioco fin troppo misurato e ben poco offensivo, peraltro gravato da un certo integralismo nelle scelte tattiche.

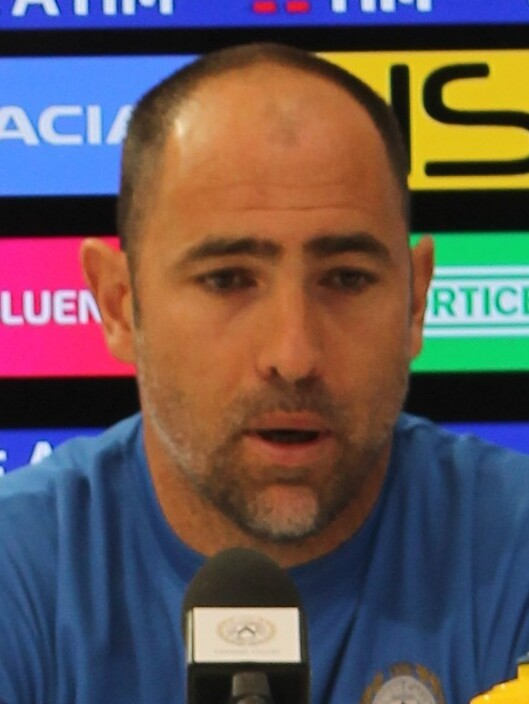
L'ex jolly bianconero Igor Tudor, chiamato in panchina dopo il deludente interregno di Thiago Motta, traghetta la Juventus in zona Champions nel finale di campionato.

A esacerbare la situazione, seguono in febbraio le eliminazioni dalla fase play-off di Champions League, contro un più che abbordabile PSV che riesce invece a ribaltare, nei tempi supplementari nel retour match di Eindhoven, l'esito del doppio confronto, e dalla Coppa Italia, quest'ultima ancor più clamorosa poiché maturata ai tiri di rigore contro le seconde linee dell'Empoli. Proprio queste due débâcle, arrivate nel giro di una settimana, si rivelano uno spartiacque portando alla luce un primo, forte scollamento tra Motta e lo spogliatoio. Nell'immediato la Juventus riesce comunque a tenere botta in campionato, anche grazie all'ottimo impatto sottoporta di Kolo Muani, giunto a Torino dal mercato di riparazione. A metà marzo, tuttavia, c'è un vero e proprio crollo di prestazioni e risultati, culminato in due pesanti rovesci consecutivi, lo 0-4 allo Stadium contro l'Atalanta (peggiore sconfitta casalinga dal 1967) e lo 0-3 sul campo della Fiorentina: questi diventano esemplificativi del fallimento del progetto mottiano, con la presa d'atto di una totale divergenza tra le idee del tecnico e le mancate risposte della squadra. Questo stallo sfocia, pochi giorni dopo, nell'avvicendamento tra l'esonerato Motta e il nuovo allenatore Igor Tudor.
Il tecnico croato, arrivato in una Juventus in quel momento fuori dalla zona Champions, riesce parzialmente a risollevare l'ambiente distanziandosi nettamente dal credo tattico di Motta, puntando su una squadra meno compassata e più adusa al pressing, più avvezza a verticalizzazioni e gioco di fascia. Pur pagando un pesante debito circa lo stato di forma fisico-mentale della rosa, alquanto precario alla luce della tribolata stagione, nel finale di campionato Tudor riesce a traghettare i bianconeri al quarto posto, l'ultimo utile per la qualificazione in Champions League. Le traversie stagionali della Juventus finiscono per toccare anche la dirigenza, tanto che nell'intermezzo tra la fine dell'annata europea e l'inizio della Coppa del mondo per club FIFA irrompe l'ennesimo riassetto societario di questi anni alla Continassa: alla fuoriuscita di Francesco Calvo e soprattutto di Cristiano Giuntoli – figura di riferimento del precedente corso e, a conti fatti, colui che più ha deluso le aspettative – segue l'arrivo del manager francese Damien Comolli come nuovo direttore generale, affiancato dalla bandiera Giorgio Chiellini.
La stagione della Juventus si chiude tra giugno e luglio, con la partecipazione – la prima nella storia bianconera – alla summenzionata Coppa del mondo per club negli Stati Uniti d'America: qui la squadra di Tudor supera agevolmente la fase a gironi, frutto di due vittorie, rispettivamente contro Al-Ain e Wydad Casablanca, e di una ininfluente sconfitta contro il Manchester City, prima di venire eliminata di misura dal Real Madrid agli ottavi di finale.

## Divise e sponsor
Il fornitore tecnico per la stagione 2024-2025 è adidas, mentre per quanto riguarda gli sponsor ufficiali, per la prima volta dal 1981-1982 – stagione d'introduzione delle sponsorizzazioni extrasettore nel calcio italiano – non è presente un main sponsor; al suo posto, il club sceglie di dare visibilità all'organizzazione non governativa Save the Children. Sono invece presenti il back sponsor Cygames e il training kit sponsor Allianz; dal 19 ottobre 2024 si aggiunge lo sleeve sponsor Azimut.
La prima divisa consta di una maglia caratterizzata da girocollo e palatura molto ampia – due strisce nere e tre bianche –, con una grafica che richiama quella della superficie lunare; pantaloncini e calzettoni sono entrambi neri. La seconda divisa, composta da una maglia gialla con inserti rosa e blu, abbinata a pantaloncini e calzettoni avorio, è ispirata anch'essa ad atmosfere spaziali. La terza divisa, che trae spunto dai riflessi lunari nella sfera celeste, è composta da un completo blu marino con dettagli dorati: rispetto alle altre divise stagionali, questa si differenzia per l'uso – come stemma – della storica silhouette della zebra rampante, già secondary logo juventino tra la fine degli anni 70 e l'inizio degli anni 90 del XX secolo.
Nella 37ª e 38ª giornata di campionato, giocate rispettivamente contro l'Udinese e il Venezia, e nella Coppa del mondo per club FIFA, la squadra scende in campo indossando prima e seconda divisa della stagione 2025-2026: queste vedono la presenza dei front sponsor congiunti Jeep e Visit Detroit oltreché del nuovo sleeve sponsor WhiteBIT.
| Casa | Casa (mag.-lug. 2025) | Trasferta | Trasferta (mag.-lug. 2025) | Terza divisa |

Per i portieri sono disponibili quattro divise in varianti rosso, verde, grigio e azzurro. Nella 37ª e 38ª giornata di campionato, e nella Coppa del mondo per club FIFA, come per i calciatori di movimento, anche i portieri scendono eccezionalmente in campo con le divise della stagione 2025-2026.
| 1ª portiere | 1ª portiere (mag.-lug. 2025) | 2ª portiere | 2ª portiere (alternativa) | 3ª portiere | 4ª portiere |

## Organigramma societario
AREA AMMINISTRATIVA
Organi di amministrazione e controllo
- Presidente onorario: Franzo Grande Stevens

Consiglio di amministrazione
- Chairman: Gianluca Ferrero
- Chief Executive Officer: Maurizio Scanavino
- Amministratore indipendenti: Laura Cappiello, Fioranna Vittoria Negri
- Amministratore: Diego Pistone

Collegio sindacale
- Presidente: Roberto Spada
- Sindaci effettivi: Maria Luisa Mosconi, Roberto Petrignani

Leadership Team
- Chief Executive Officer: Maurizio Scanavino
- Chief Marketing & Communications Officer: Mike Armstrong
- Chief People, Culture & Sustainability Officer: Greta Bodino
- Chief Corporate & Financial Officer: Stefano Cerrato

AREA TECNICA
Staff dell'area sportiva
- Managing Director Revenue & Football Development: Francesco Calvo (fino al 16 giugno 2025[52][74])
- Managing Director Football: Cristiano Giuntoli (fino al 3 giugno 2025[52])
- Chief of Staff Football: Giuseppe Pompilio (fino al 3 giugno 2025[52])
- Football Teams Staff Coordination Manager: Gianluca Pessotto
- Head of Football Institutional Relations: Giorgio Chiellini (dal 15 settembre 2024[75] al 3 giugno 2025)
- Direttore generale: Damien Comolli (dal 4 giugno 2025[56])
- Director of Football Strategy: Giorgio Chiellini (dal 4 giugno 2025[56])

Staff dell'area tecnica
- Allenatore: Thiago Motta (fino al 23 marzo 2025[1]), poi Igor Tudor (dal 23 marzo 2025[1])
- Allenatore in seconda: Alexandre Hugeux[2] (fino al 23 marzo 2025), poi Ivan Javorčić (dal 23 marzo 2025[3])
- Preparatore dei portieri: Tomislav Rogić (dal 23 marzo 2025[3])
- Match Analyst: Riccardo Scirea (dal 23 marzo 2025[3])

## Rosa
Rosa e numerazione aggiornate al 13 giugno 2025.
| N. |                        | Ruolo | Calciatore                  |
| -- | ---------------------- | ----- | --------------------------- |
| 1  | Italia (bandiera)      | P     | Mattia Perin                |
| 2  | Portogallo (bandiera)  | D     | Alberto Costa               |
| 3  | Brasile (bandiera)     | D     | Bremer                      |
| 4  | Italia (bandiera)      | D     | Federico Gatti              |
| 5  | Italia (bandiera)      | C     | Manuel Locatelli (capitano) |
| 6  | Brasile (bandiera)     | D     | Danilo (capitano)           |
| 6  | Inghilterra (bandiera) | D     | Lloyd Kelly                 |
| 7  | Portogallo (bandiera)  | A     | Francisco Conceição         |
| 8  | Paesi Bassi (bandiera) | C     | Teun Koopmeiners            |
| 9  | Serbia (bandiera)      | A     | Dušan Vlahović              |
| 10 | Turchia (bandiera)     | A     | Kenan Yıldız                |
| 11 | Argentina (bandiera)   | A     | Nicolás González            |
| 12 | Portogallo (bandiera)  | D     | Renato Veiga                |
| 14 | Polonia (bandiera)     | A     | Arkadiusz Milik             |
| 15 | Francia (bandiera)     | D     | Pierre Kalulu               |
| 16 | Stati Uniti (bandiera) | C     | Weston McKennie             |
| 17 | Montenegro (bandiera)  | C     | Vasilije Adžić              |

| N. |                        | Ruolo | Calciatore          |
| -- | ---------------------- | ----- | ------------------- |
| 18 | Brasile (bandiera)     | C     | Arthur              |
| 18 | Serbia (bandiera)      | C     | Filip Kostić        |
| 19 | Francia (bandiera)     | C     | Khéphren Thuram     |
| 20 | Francia (bandiera)     | A     | Randal Kolo Muani   |
| 21 | Italia (bandiera)      | C     | Nicolò Fagioli      |
| 22 | Stati Uniti (bandiera) | A     | Timothy Weah        |
| 23 | Italia (bandiera)      | P     | Carlo Pinsoglio     |
| 24 | Italia (bandiera)      | D     | Daniele Rugani      |
| 26 | Brasile (bandiera)     | C     | Douglas Luiz        |
| 27 | Italia (bandiera)      | D     | Andrea Cambiaso     |
| 29 | Italia (bandiera)      | P     | Michele Di Gregorio |
| 32 | Colombia (bandiera)    | D     | Juan David Cabal    |
| 36 | Italia (bandiera)      | A     | Lorenzo Anghelè     |
| 37 | Italia (bandiera)      | D     | Nicolò Savona       |
| 40 | Svezia (bandiera)      | D     | Jonas Rouhi         |
| 44 | Italia (bandiera)      | A     | Diego Pugno         |
| 51 | Belgio (bandiera)      | A     | Samuel Mbangula     |

## Calciomercato

### Sessione estiva(dal 1/7 al 30/8)
| Acquisti         | Acquisti            | Acquisti    | Acquisti |
| R.               | Nome                | da          | Modalità |
| ---------------- | ------------------- | ----------- | --- |
| P                | Michele Di Gregorio | Monza       | prestito (4,5 milioni €) con obbligo di riscatto (13,5 milioni € + 0,8 milioni € oneri accessori + 2 milioni € bonus)                             |
| D                | Juan David Cabal    | Verona      | definitivo (11 milioni € + 1,8 milioni € oneri accessori + 2 milioni € bonus)                                                                     |
| D                | Pierre Kalulu       | Milan       | prestito (3,3 milioni €) con diritto di riscatto (14 milioni € + 3 milioni € bonus)                                                               |
| C                | Vasilije Adžić      | Budućnost   | definitivo |
| C                | Arthur              | Fiorentina  | fine prestito |
| C                | Douglas Luiz        | Aston Villa | definitivo (50 milioni € + 1,5 milioni € oneri accessori)                                                                                         |
| C                | Teun Koopmeiners    | Atalanta    | definitivo (51,3 milioni € + 3,4 milioni € oneri accessori + 6 milioni € bonus)                                                                   |
| C                | Khéphren Thuram     | Nizza       | definitivo (20 milioni € + 0,6 milioni € oneri accessori)                                                                                         |
| A                | Francisco Conceição | Porto       | prestito (7 milioni € + 3 milioni € bonus) |
| A                | Nicolás González    | Fiorentina  | prestito (8 milioni € + 0,4 milioni € oneri accessori) con obbligo di riscatto (25 milioni € + 3,1 milioni € oneri accessori + 5 milioni € bonus) |
| Altre operazioni |                     |             | |
| R.               | Nome                | da          | Modalità |
| D                | Koni De Winter      | Genoa       | fine prestito |
| D                | Gianluca Frabotta   | Cosenza     | fine prestito |
| D                | Facundo González    | Sampdoria   | fine prestito |
| D                | Dean Huijsen        | Roma        | fine prestito |
| C                | Enzo Barrenechea    | Frosinone   | fine prestito |
| A                | Marley Aké          | Yverdon     | fine prestito |
| A                | Félix Correia       | Gil Vicente | fine prestito |
| A                | Kaio Jorge          | Frosinone   | fine prestito |
| A                | Matías Soulé        | Frosinone   | fine prestito |

| Cessioni         | Cessioni                | Cessioni      | Cessioni                                              |
| R.               | Nome                    | a             | Modalità                                              |
| ---------------- | ----------------------- | ------------- | ----------------------------------------------------- |
| P                | Wojciech Szczęsny       |               | risoluzione                                           |
| D                | Mattia De Sciglio       | Empoli        | prestito                                              |
| D                | Daniele Rugani          | Ajax          | prestito                                              |
| D                | Alex Sandro             |               | svincolato                                            |
| C                | Carlos Alcaraz          | Southampton   | fine prestito                                         |
| C                | Hans Nicolussi Caviglia | Venezia       | prestito con obbligo di riscatto                      |
| C                | Fabio Miretti           | Genoa         | prestito                                              |
| C                | Adrien Rabiot           |               | svincolato                                            |
| A                | Federico Chiesa         | Liverpool     | definitivo (12 milioni € + 3 milioni € bonus)         |
| A                | Samuel Iling-Junior     | Aston Villa   | definitivo (14 milioni € + 3 milioni € bonus)         |
| A                | Moise Kean              | Fiorentina    | definitivo (13 milioni € + 5 milioni € bonus)         |
| Altre operazioni |                         |               |                                                       |
| R.               | Nome                    | a             | Modalità                                              |
| D                | Koni De Winter          | Genoa         | obbligo di riscatto (8 milioni € + 2 milioni € bonus) |
| D                | Gianluca Frabotta       | West Bromwich | definitivo                                            |
| D                | Facundo González        | Feyenoord     | prestito                                              |
| D                | Dean Huijsen            | Bournemouth   | definitivo (15,2 milioni € + 3 milioni € bonus)       |
| D                | Tarik Muharemović       | Sassuolo      | prestito con opzione e obbligo di riscatto            |
| C                | Enzo Barrenechea        | Aston Villa   | definitivo (8 milioni € + 3 milioni € bonus)          |
| C                | Nikola Sekulov          | Sampdoria     | prestito con obbligo di riscatto                      |
| A                | Marley Aké              | Yverdon       | definitivo                                            |
| A                | Félix Correia           | Gil Vicente   | definitivo                                            |
| A                | Kaio Jorge              | Cruzeiro      | definitivo (7,2 milioni €)                            |
| A                | Matías Soulé            | Roma          | definitivo (25,6 milioni € + 4 milioni € bonus)       |

### Sessione invernale(dal 2/1 al 3/2)
| Acquisti         | Acquisti                 | Acquisti            | Acquisti |
| R.               | Nome                     | da                  | Modalità |
| ---------------- | ------------------------ | ------------------- | --- |
| D                | Alberto Costa            | Vitória Guimarães   | definitivo (12,5 milioni € + 1,3 milioni € oneri accessori + 2,5 milioni € bonus)                                                                     |
| D                | Lloyd Kelly              | Newcastle Utd       | prestito (3 milioni € + 0,8 milioni € oneri accessori) con obbligo di riscatto (14,5 milioni € + 2,7 milioni € oneri accessori + 6,5 milioni € bonus) |
| D                | Renato Veiga             | Chelsea             | prestito (3,8 milioni € + 0,2 milioni € oneri accessori + 1,5 milioni € bonus)                                                                        |
| A                | Randal Kolo Muani        | Paris Saint-Germain | prestito (1 milione € + 2,6 milioni € oneri accessori + 2 milioni € bonus)                                                                            |
| Altre operazioni |                          |                     | |
| R.               | Nome                     | da                  | Modalità |
| P                | Matteo Fuscaldo          | Empoli              | fine prestito |
| P                | Giovanni Garofani        | Monopoli            | fine prestito |
| P                | Matyas Jakab             | Honvéd              | definitivo |
| D                | Riccardo Turicchia       | Catanzaro           | fine prestito |
| D                | Lorenzo Villa            | Pineto              | prestito |
| D                | Pedro Felipe             | Palmeiras           | definitivo |
| C                | Joseph Nonge             | Troyes              | fine prestito |
| C                | Alessandro Pietrelli     | Feralpisalò         | prestito con diritto e obbligo di riscatto |
| A                | Andrij Firman            | Sion                | fine prestito |
| A                | Serigne Deme             | Sasso Marconi       | definitivo |
| A                | Juan Ignacio Quattrocchi | Cavese              | fine prestito |
| A                | Mateo Santa Maria        | Levante             | definitivo |

| Cessioni         | Cessioni              | Cessioni         | Cessioni |
| R.               | Nome                  | a                | Modalità |
| ---------------- | --------------------- | ---------------- | --- |
| D                | Danilo                |                  | risoluzione |
| C                | Arthur                | Girona           | prestito (0,7 milioni € + 0,2 milioni € oneri accessori)                                                              |
| C                | Nicolò Fagioli        | Fiorentina       | prestito (2,5 milioni € + 0,2 milioni € oneri accessori) con obbligo di riscatto (13,5 milioni + 2,5 milioni € bonus) |
| Altre operazioni |                       |                  | |
| R.               | Nome                  | a                | Modalità |
| P                | Matteo Fuscaldo       | Sion             | fine prestito |
| P                | Jakub Vinarcik        | Arouca           | prestito |
| D                | Gabriele Mulazzi      | Sion             | definitivo |
| C                | Filippo Bellino       | Parma            | prestito |
| C                | Andrei Florea         | Estoril Praia    | prestito |
| C                | Nicolò Ledonne        | Giana Erminio    | prestito |
| C                | Joseph Nonge          | Servette         | prestito |
| C                | Martin Palumbo        | Avellino         | prestito con obbligo di riscatto                                                                                      |
| C                | Daouda Peeters        | Las Vegas Lights | definitivo |
| C                | Michele Scienza       | Empoli           | definitivo |
| C                | Luca Trocino          | Parma            | prestito |
| A                | Cosimo Marco Da Graca | Novara           | definitivo |
| A                | Gianmarco Di Biase    | Pergolettese     | prestito |
| A                | Andrij Firman         | Forlì            | prestito |

### Sessione primaverile(dal 1/6 al 10/6)
| Acquisti | Acquisti       | Acquisti   | Acquisti      |
| R.       | Nome           | da         | Modalità      |
| -------- | -------------- | ---------- | ------------- |
| D        | Daniele Rugani | Ajax       | fine prestito |
| C        | Filip Kostić   | Fenerbahçe | fine prestito |

| Cessioni | Cessioni     | Cessioni | Cessioni      |
| R.       | Nome         | a        | Modalità      |
| -------- | ------------ | -------- | ------------- |
| D        | Renato Veiga | Chelsea  | fine prestito |

### Operazioni esterne alle sessioni
| Cessioni | Cessioni     | Cessioni   | Cessioni    |
| R.       | Nome         | a          | Modalità    |
| -------- | ------------ | ---------- | ----------- |
| D        | Tiago Djaló  | Porto      | prestito    |
| C        | Paul Pogba   |            | risoluzione |
| A        | Filip Kostić | Fenerbahçe | prestito    |

## Risultati

### Serie A

#### Girone di andata
| Arbitro: | Marcenaro (Genova) |

|                                        |           |  |
| Mbangula 23’ Weah 45+1’ Cambiaso 90+1’ | Marcatori |  |

| Arbitro: | Giua (Olbia) |

|  |           |                                     |
|  | Marcatori | 28’, 53’ (rig.) Vlahović 39’ Savona |

| Torino 1º settembre 2024, ore 20:45 CEST 3ª giornata | Juventus                 | 0 – 0 referto | Roma | Juventus Stadium (41 375 spett.)\| Arbitro: \| Guida (Torre Annunziata) \| |
| Arbitro:                                             | Guida (Torre Annunziata) |               |      |                                                                            |

| Empoli 14 settembre 2024, ore 18:00 CEST 4ª giornata | Empoli              | 0 – 0 referto | Juventus | Stadio Carlo Castellani (15 715 spett.)\| Arbitro: \| Di Bello (Brindisi) \| |
| Arbitro:                                             | Di Bello (Brindisi) |               |          |                                                                              |

| Torino 21 settembre 2024, ore 18:00 CEST 5ª giornata | Juventus        | 0 – 0 referto | Napoli | Juventus Stadium (40 295 spett.)\| Arbitro: \| Doveri (Roma 1) \| |
| Arbitro:                                             | Doveri (Roma 1) |               |        |                                                                   |

| Arbitro: | Colombo (Como) |

|  |           |                                        |
|  | Marcatori | 48’ (rig.), 55’ Vlahović 89’ Conceição |

| Arbitro: | Marinelli (Tivoli) |

|                     |           |                  |
| Vlahović 15’ (rig.) | Marcatori | 88’ (rig.) Marin |

| Arbitro: | Sacchi (Macerata) |

|                 |           |  |
| Gila 85’ (aut.) | Marcatori |  |

| Arbitro: | Guida (Torre Annunziata) |

|                                                              |           |                                       |
| Zieliński 15’ (rig.), 37’ (rig.) Mxit'aryan 35’ Dumfries 53’ | Marcatori | 20’ Vlahović 26’ Weah 71’, 82’ Yıldız |

| Arbitro: | Zufferli (Udine) |

|                       |           |                       |
| McKennie 31’ Weah 49’ | Marcatori | 3’ Del Prato 38’ Sohm |

| Arbitro: | Abisso (Palermo) |

|  |           |                             |
|  | Marcatori | 19’ (aut.) Okoye 37’ Savona |

| Arbitro: | Sozza (Seregno) |

|                     |           |  |
| Weah 18’ Yıldız 84’ | Marcatori |  |

| Milano 23 novembre 2024, ore 18:00 CET 13ª giornata | Milan           | 0 – 0 referto | Juventus | Stadio Giuseppe Meazza (75 502 spett.)\| Arbitro: \| Chiffi (Padova) \| |
| Arbitro:                                            | Chiffi (Padova) |               |          |                                                                         |

| Arbitro: | Rapuano (Rimini) |

|             |           |              |
| Rebić 90+3’ | Marcatori | 68’ Cambiaso |

| Arbitro: | Marchetti (Ostia Lido) |

|                                |           |                      |
| Koopmeiners 63’ Mbangula 90+2’ | Marcatori | 30’ Ndoye 53’ Pobega |

| Arbitro: | Giua (Olbia) |

|                                 |           |                          |
| Gatti 19’ Vlahović 90+5’ (rig.) | Marcatori | 61’ Ellertsson 83’ Idzes |

| Arbitro: | Massa (Imperia) |

|                |           |                           |
| Birindelli 22’ | Marcatori | 14’ McKennie 39’ González |

| Arbitro: | Mariani (Aprilia) |

|                 |           |                     |
| Thuram 20’, 48’ | Marcatori | 38’ Kean 87’ Sottil |

| Arbitro: | Doveri (Roma 1) |

|             |           |            |
| Retegui 78’ | Marcatori | 54’ Kalulu |

#### Girone di ritorno
| Arbitro: | Fabbri (Ravenna) |

|              |           |           |
| Vlašić 45+1’ | Marcatori | 8’ Yıldız |

| Arbitro: | Massa (Imperia) |

|                       |           |  |
| Mbangula 59’ Weah 64’ | Marcatori |  |

| Arbitro: | Chiffi (Padova) |

|                                |           |                |
| Anguissa 57’ Lukaku 69’ (rig.) | Marcatori | 43’ Kolo Muani |

| Arbitro: | Zufferli (Udine) |

|                                                  |           |               |
| Kolo Muani 61’, 64’ Vlahović 90’ Conceição 90+2’ | Marcatori | 4’ De Sciglio |

| Arbitro: | Abisso (Palermo) |

|            |           |                            |
| Diao 45+1’ | Marcatori | 34’, 89’ (rig.) Kolo Muani |

| Arbitro: | Mariani (Aprilia) |

|               |           |  |
| Conceição 74’ | Marcatori |  |

| Arbitro: | Colombo (Como) |

|  |           |              |
|  | Marcatori | 12’ Vlahović |

| Arbitro: | Marchetti (Ostia Lido) |

|                            |           |  |
| Thuram 72’ Koopmeiners 90’ | Marcatori |  |

| Arbitro: | Sozza (Seregno) |

|  |           |                                                           |
|  | Marcatori | 29’ (rig.) Retegui 46’ De Roon 66’ Zappacosta 77’ Lookman |

| Arbitro: | Fabbri (Ravenna) |

|                                           |           |  |
| Gosens 15’ Mandragora 18’ Guðmundsson 53’ | Marcatori |  |

| Arbitro: | Rapuano (Rimini) |

|            |           |  |
| Yıldız 25’ | Marcatori |  |

| Arbitro: | Colombo (Como) |

|                |           |               |
| Shomurodov 49’ | Marcatori | 40’ Locatelli |

| Arbitro: | Zufferli (Udine) |

|                           |           |                 |
| Koopmeiners 2’ Yıldız 33’ | Marcatori | 87’ Baschirotto |

| Arbitro: | Chiffi (Padova) |

|                  |           |  |
| Pellegrino 45+1’ | Marcatori |  |

| Arbitro: | Perenzoni (Rovereto) |

|                             |           |  |
| González 11’ Kolo Muani 33’ | Marcatori |  |

| Arbitro: | Doveri (Roma 1) |

|             |           |           |
| Freuler 54’ | Marcatori | 9’ Thuram |

| Arbitro: | Massa (Imperia) |

|              |           |                |
| Vecino 90+6’ | Marcatori | 51’ Kolo Muani |

| Arbitro: | Ayroldi (Molfetta) |

|                           |           |  |
| González 61’ Vlahović 88’ | Marcatori |  |

| Arbitro: | Colombo (Como) |

|                  |           |                                                |
| Fila 2’ Haps 55’ | Marcatori | 25’ Yıldız 31’ Kolo Muani 73’ (rig.) Locatelli |

### Coppa Italia

#### Fase finale
| Arbitro: | Feliciani (Teramo) |

|                                                         |           |  |
| Vlahović 44’ Koopmeiners 53’ Conceição 80’ González 89’ | Marcatori |  |

| Arbitro: | Fourneau (Roma 1) |

|                                      |                      |                                    |
| Thuram 66’                           | Marcatori            | 24’ Maleh                          |
| Vlahović Kolo Muani Locatelli Yıldız | Tiri di rigore 2 – 4 | Henderson Kouamé Cacace Marianucci |

### UEFA Champions League

#### Fase campionato
| Arbitro: | Hernández |

|                                      |           |               |
| Yıldız 21’ McKennie 27’ González 52’ | Marcatori | 90+3’ Saibari |

| Arbitro: | Letexier |

|                       |           |                                 |
| Šeško 30’, 65’ (rig.) | Marcatori | 50’, 68’ Vlahović 82’ Conceição |

| Arbitro: | Eskås |

|  |           |             |
|  | Marcatori | 90+2’ Touré |

| Arbitro: | Peljto |

|           |           |                     |
| David 27’ | Marcatori | 60’ (rig.) Vlahović |

| Birmingham 27 novembre 2024, ore 21:00 CET 5ª giornata | Aston Villa | 0 – 0 referto | Juventus | Villa Park (42 589 spett.)\| Arbitro: \| Gil Manzano \| |
| Arbitro:                                               | Gil Manzano |               |          |                                                         |

| Arbitro: | Turpin |

|                           |           |  |
| Vlahović 53’ McKennie 75’ | Marcatori |  |

| Bruges 21 gennaio 2025, ore 21:00 CET 7ª giornata | Club Bruges | 0 – 0 referto | Juventus | Jan Breydelstadion (26 700 spett.)\| Arbitro: \| Bastien \| |
| Arbitro:                                          | Bastien     |               |          |                                                             |

| Arbitro: | Kovács |

|  |           |                        |
|  | Marcatori | 16’ Paulidīs 80’ Kökçü |

#### Fase a eliminazione diretta
| Arbitro: | Siebert |

|                           |           |             |
| McKennie 34’ Mbangula 82’ | Marcatori | 56’ Perišić |

| Arbitro: | Vinčić |

|                                      |           |          |
| Perišić 53’ Saibari 74’ Flamingo 98’ | Marcatori | 63’ Weah |

### Supercoppa italiana
| Arbitro: | Colombo (Como) |

|            |           |                                     |
| Yıldız 21’ | Marcatori | 71’ (rig.) Pulisic 75’ (aut.) Gatti |

### Coppa del mondo per club FIFA

#### Fase a gironi
| Arbitro: | Penso |

|  |           |                                                     |
|  | Marcatori | 11’, 45+4’ Kolo Muani 21’, 58’ Conceição 31’ Yıldız |

| Arbitro: | Martínez |

|                                                          |           |           |
| Boutouil 6’ (aut.) Yıldız 16’, 69’ Vlahović 90+4’ (rig.) | Marcatori | 25’ Lorch |

| Arbitro: | Turpin |

|                              |           |                                                             |
| Koopmeiners 11’ Vlahović 84’ | Marcatori | 9’ Doku 26’ (aut.) Kalulu 52’ Haaland 69’ Foden 75’ Savinho |

#### Fase a eliminazione diretta
| Arbitro: | Marciniak |

|               |           |  |
| G. García 54’ | Marcatori |  |

## Statistiche

### Statistiche di squadra
Statistiche aggiornate al 1º luglio 2025.
| Competizione                  | Punti | In casa | In casa | In casa | In casa | In casa | In casa | In trasferta | In trasferta | In trasferta | In trasferta | In trasferta | In trasferta | Totale | Totale | Totale | Totale | Totale | Totale | D.R. |
| Competizione                  | Punti | G       | V       | N       | P       | Gf      | Gs      | G            | V            | N            | P            | Gf           | Gs           | G      | V      | N      | P      | Gf     | Gs     | D.R. |
| ----------------------------- | ----- | ------- | ------- | ------- | ------- | ------- | ------- | ------------ | ------------ | ------------ | ------------ | ------------ | ------------ | ------ | ------ | ------ | ------ | ------ | ------ | ---- |
| Serie A                       | 70    | 19      | 11      | 7       | 1       | 31      | 15      | 19           | 7            | 9            | 3            | 27           | 20           | 38     | 18     | 16     | 4      | 58     | 35     | +23  |
| Coppa Italia                  | -     | 2       | 1       | 1       | 0       | 5       | 1       | 0            | 0            | 0            | 0            | 0            | 0            | 2      | 1      | 1      | 0      | 5      | 1      | +4   |
| UEFA Champions League         | 12    | 5       | 3       | 0       | 2       | 7       | 5       | 5            | 1            | 3            | 1            | 5            | 6            | 10     | 4      | 3      | 3      | 12     | 11     | +1   |
| Supercoppa italiana           | -     | 0       | 0       | 0       | 0       | 0       | 0       | 0            | 0            | 0            | 0            | 0            | 0            | 1      | 0      | 0      | 1      | 1      | 2      | -1   |
| Coppa del mondo per club FIFA | 6     | 2       | 1       | 0       | 1       | 6       | 6       | 2            | 1            | 0            | 1            | 5            | 1            | 4      | 2      | 0      | 2      | 11     | 7      | +4   |
| Totale                        | -     | 28      | 16      | 8       | 4       | 49      | 27      | 26           | 9            | 12           | 5            | 37           | 27           | 55     | 25     | 20     | 10     | 87     | 56     | +31  |

### Andamento in campionato
| Giornata  | 1 | 2 | 3 | 4 | 5 | 6 | 7 | 8 | 9 | 10 | 11 | 12 | 13 | 14 | 15 | 16 | 17 | 18 | 19 | 20 | 21 | 22 | 23 | 24 | 25 | 26 | 27 | 28 | 29 | 30 | 31 | 32 | 33 | 34 | 35 | 36 | 37 | 38 |
| --------- | - | - | - | - | - | - | - | - | - | -- | -- | -- | -- | -- | -- | -- | -- | -- | -- | -- | -- | -- | -- | -- | -- | -- | -- | -- | -- | -- | -- | -- | -- | -- | -- | -- | -- | -- |
| Luogo     | C | T | C | T | C | T | C | C | T | C  | T  | C  | T  | T  | C  | C  | T  | C  | T  | T  | C  | T  | C  | T  | C  | T  | C  | C  | T  | C  | T  | C  | T  | C  | T  | T  | C  | T  |
| Risultato | V | V | N | N | N | V | N | V | N | N  | V  | V  | N  | N  | N  | N  | V  | N  | N  | N  | V  | P  | V  | V  | V  | V  | V  | P  | P  | V  | N  | V  | P  | V  | N  | N  | V  | V  |
| Posizione | 1 | 1 | 1 | 3 | 3 | 2 | 3 | 3 | 3 | 6  | 6  | 6  | 6  | 6  | 6  | 6  | 5  | 5  | 5  | 5  | 5  | 5  | 5  | 5  | 4  | 4  | 4  | 4  | 5  | 5  | 5  | 4  | 5  | 4  | 4  | 4  | 4  | 4  |

Fonte:  Serie A – Classifica, su legaseriea.it.
Legenda:

Luogo: C = Casa; T = Trasferta. Risultato: V = Vittoria; N = Pareggio; P = Sconfitta.

### Statistiche dei giocatori
| Giocatore      | Serie A  | Serie A | Serie A     | Serie A    | Coppa Italia | Coppa Italia | Coppa Italia | Coppa Italia | UEFA Champions League | UEFA Champions League | UEFA Champions League | UEFA Champions League | Altro    | Altro | Altro       | Altro      | Totale   | Totale | Totale      | Totale     |
| Giocatore      | Presenze | Reti    | Ammonizioni | Espulsioni | Presenze     | Reti         | Ammonizioni  | Espulsioni   | Presenze              | Reti                  | Ammonizioni           | Espulsioni            | Presenze | Reti  | Ammonizioni | Espulsioni | Presenze | Reti   | Ammonizioni | Espulsioni |
| -------------- | -------- | ------- | ----------- | ---------- | ------------ | ------------ | ------------ | ------------ | --------------------- | --------------------- | --------------------- | --------------------- | -------- | ----- | ----------- | ---------- | -------- | ------ | ----------- | ---------- |
| V. Adžić       | 6        | 0       | 0           | 0          | 1            | 0            | 0            | 0            | 1                     | 0                     | 0                     | 0                     | 1        | 0     | 0           | 0          | 9        | 0      | 0           | 0          |
| L. Anghelè     | 1        | 0       | 0           | 0          | 0            | 0            | 0            | 0            | 0                     | 0                     | 0                     | 0                     | 0        | 0     | 0           | 0          | 1        | 0      | 0           | 0          |
| Arthur         | 0        | 0       | 0           | 0          | 0            | 0            | 0            | 0            | 0                     | 0                     | 0                     | 0                     | 0        | 0     | 0           | 0          | 0        | 0      | 0           | 0          |
| Bremer         | 6        | 0       | 2           | 0          | 0            | 0            | 0            | 0            | 2                     | 0                     | 0                     | 0                     | 0        | 0     | 0           | 0          | 8        | 0      | 2           | 0          |
| J. Cabal       | 7        | 0       | 0           | 0          | 0            | 0            | 0            | 0            | 2                     | 0                     | 1                     | 0                     | 0        | 0     | 0           | 0          | 9        | 0      | 1           | 0          |
| A. Cambiaso    | 33       | 2       | 4           | 0          | 1            | 0            | 0            | 0            | 7                     | 0                     | 0                     | 0                     | 4        | 0     | 1           | 0          | 45       | 2      | 5           | 0          |
| F. Conceição   | 26       | 3       | 5           | 1          | 2            | 1            | 0            | 0            | 9                     | 1                     | 2                     | 0                     | 3        | 2     | 1           | 0          | 40       | 7      | 8           | 1          |
| A. Costa       | 9        | 0       | 3           | 0          | 1            | 0            | 0            | 0            | 0                     | 0                     | 0                     | 0                     | 4        | 0     | 0           | 0          | 14       | 0      | 3           | 0          |
| Danilo         | 12       | 0       | 2           | 0          | 0            | 0            | 0            | 0            | 4                     | 0                     | 2                     | 1                     | 0        | 0     | 0           | 0          | 16       | 0      | 4           | 1          |
| M. Di Gregorio | 33       | -31     | 0           | 0          | 1            | -0           | 0            | 0            | 8                     | -7                    | 1                     | 1                     | 5        | -9    | 0           | 0          | 47       | -47    | 1           | 1          |
| N. Fagioli     | 16       | 0       | 4           | 0          | 0            | 0            | 0            | 0            | 4                     | 0                     | 0                     | 0                     | 1        | 0     | 0           | 0          | 21       | 0      | 4           | 0          |
| F. Gatti       | 31       | 1       | 2           | 0          | 2            | 0            | 0            | 0            | 9                     | 0                     | 1                     | 0                     | 4        | 0     | 1           | 0          | 46       | 1      | 4           | 0          |
| N. González    | 26       | 3       | 3           | 0          | 2            | 1            | 0            | 0            | 6                     | 1                     | 0                     | 0                     | 4        | 0     | 0           | 0          | 38       | 5      | 3           | 0          |
| P. Kalulu      | 29       | 1       | 2           | 1          | 1            | 0            | 0            | 0            | 8                     | 0                     | 1                     | 0                     | 5        | 0     | 1           | 0          | 43       | 1      | 4           | 1          |
| L. Kelly       | 12       | 0       | 1           | 0          | 1            | 0            | 0            | 0            | 2                     | 0                     | 0                     | 0                     | 4        | 0     | 0           | 0          | 19       | 0      | 1           | 0          |
| R. Kolo Muani  | 16       | 8       | 0           | 0          | 1            | 0            | 0            | 0            | 2                     | 0                     | 0                     | 0                     | 3        | 2     | 0           | 0          | 22       | 10     | 0           | 0          |
| T. Koopmeiners | 28       | 3       | 3           | 0          | 2            | 1            | 0            | 0            | 9                     | 0                     | 2                     | 0                     | 5        | 1     | 0           | 0          | 44       | 5      | 5           | 0          |
| F. Kostić      | -        | -       | -           | -          | -            | -            | -            | -            | -                     | -                     | -                     | -                     | 2        | 0     | 0           | 0          | 2        | 0      | 0           | 0          |
| M. Locatelli   | 36       | 2       | 9           | 0          | 2            | 0            | 1            | 0            | 9                     | 0                     | 0                     | 0                     | 4        | 0     | 0           | 0          | 51       | 2      | 10          | 0          |
| Douglas Luiz   | 19       | 0       | 2           | 0          | 0            | 0            | 0            | 0            | 6                     | 0                     | 0                     | 0                     | 2        | 0     | 0           | 0          | 27       | 0      | 2           | 0          |
| S. Mbangula    | 23       | 3       | 1           | 0          | 1            | 0            | 0            | 0            | 7                     | 1                     | 0                     | 0                     | 1        | 0     | 0           | 0          | 32       | 4      | 1           | 0          |
| W. McKennie    | 33       | 2       | 3           | 0          | 2            | 0            | 0            | 0            | 9                     | 3                     | 0                     | 0                     | 5        | 0     | 2           | 0          | 49       | 5      | 5           | 0          |
| A. Milik       | 0        | 0       | 0           | 0          | 0            | 0            | 0            | 0            | 0                     | 0                     | 0                     | 0                     | 0        | 0     | 0           | 0          | 0        | 0      | 0           | 0          |
| M. Perin       | 5        | -3      | 0           | 0          | 1            | -1           | 0            | 0            | 3                     | -4                    | 1                     | 0                     | 0        | 0     | 0           | 0          | 9        | -8     | 1           | 0          |
| C. Pinsoglio   | 0        | 0       | 0           | 0          | 0            | 0            | 0            | 0            | 0                     | 0                     | 0                     | 0                     | 0        | 0     | 0           | 0          | 0        | 0      | 0           | 0          |
| D. Pugno       | 1        | 0       | 0           | 0          | 0            | 0            | 0            | 0            | 0                     | 0                     | 0                     | 0                     | 0        | 0     | 0           | 0          | 1        | 0      | 0           | 0          |
| J. Rouhi       | 5        | 0       | 0           | 0          | 0            | 0            | 0            | 0            | 1                     | 0                     | 0                     | 0                     | 0        | 0     | 0           | 0          | 6        | 0      | 0           | 0          |
| D. Rugani      | -        | -       | -           | -          | -            | -            | -            | -            | -                     | -                     | -                     | -                     | 1        | 0     | 0           | 0          | 1        | 0      | 0           | 0          |
| N. Savona      | 28       | 2       | 5           | 0          | 1            | 0            | 0            | 0            | 7                     | 0                     | 1                     | 0                     | 4        | 0     | 0           | 0          | 40       | 2      | 6           | 0          |
| K. Thuram      | 34       | 4       | 5           | 0          | 2            | 1            | 0            | 0            | 9                     | 0                     | 0                     | 0                     | 4        | 0     | 1           | 0          | 49       | 5      | 6           | 0          |
| R. Veiga       | 13       | 0       | 2           | 0          | 0            | 0            | 0            | 0            | 2                     | 0                     | 0                     | 0                     | -        | -     | -           | -          | 15       | 0      | 2           | 0          |
| D. Vlahović    | 29       | 10      | 3           | 0          | 2            | 1            | 0            | 0            | 9                     | 4                     | 1                     | 0                     | 4        | 2     | 0           | 0          | 44       | 17     | 4           | 0          |
| T. Weah        | 30       | 5       | 4           | 0          | 2            | 0            | 0            | 0            | 9                     | 1                     | 1                     | 0                     | 2        | 0     | 0           | 0          | 43       | 6      | 5           | 0          |
| K. Yıldız      | 35       | 7       | 2           | 1          | 2            | 0            | 0            | 0            | 10                    | 1                     | 1                     | 0                     | 4        | 4     | 0           | 0          | 51       | 12     | 3           | 1          |

## Giovanili

### Organigramma
Area sportiva
- Scouting Director: Stefano Stefanelli
- Head of U20: Massimiliano Scaglia
- Youth Football Director: Michele Sbravati
- Technical Advisor U19s to U14s: Corrado Grabbi[174]

Juventus Academy
- Team Leader: Andrea Vaccarono
- Technical Coordinator: Diego Salvamano
- Technical Specialist: Giuseppe Cedro
- U6s to U13s Organizational Coordinator: Manuel Ravelli
- Technical Area: Alessio Gibin, Ruben Renna, Mirco Vinai, Dario Dileo
- Goalkeeper Specialist: Francesco Barone
- Piemonte Scouting: Giovanni Serao

Area tecnica
- Under 20[176]
  - Allenatore: Francesco Magnanelli
  - Allenatore in seconda: Simone Padoin
  - Preparatori atletici: Andrea Pertusio, Samuele Callegaro
  - Preparatore dei portieri: Tommaso Orsini
  - Match Analyst: Alessio Varzi

- Under 17[177]
  - Allenatore: Matteo Cioffi

- Under 16[178]
  - Allenatore: Claudio Grauso

- Under 15[178]
  - Allenatore: Roberto Benesperi

### Piazzamenti
- Under 20:
  - Campionato: play-off[179]
  - Coppa Italia: semifinale[180]
  - UEFA Youth League: sedicesimi di finale[181]

- Under 17:
  - Campionato: semifinale[182]

- Under 16:
  - Campionato: vincitore[183]

- Under 15:
  - Campionato: quarti di finale[184]